# Tipula (Lunatipula) dumetorum
Tipula (Lunatipula) dumetorum is een tweevleugelige uit de familie langpootmuggen (Tipulidae). De soort komt voor in het Palearctisch gebied.